# PLATO (système)
Pour les articles homonymes, voir Plato.
PLATO (pour Programmed Logic for Automatic Teaching Operations) est un système informatique à usage éducatif créé par Donald Bitzer en 1960 à l’université de l'Illinois à Urbana-Champaign. 
Le système fonctionne sur le principe du temps partagé et permet aux utilisateurs d’accéder à un ordinateur central par l’intermédiaire de terminaux informatiques pour partager ou consulter des programmes éducatifs développés en FORTRAN puis en TUTOR. 
La première démonstration du système PLATO est réalisée en 1960 sur l’ordinateur ILLIAC I de l’université de l’Illinois. Il ne peut alors être utilisé que dans une salle de classe mais au début des années 1970, le système permet déjà plus de 1 000 connexions simultanées depuis des terminaux disséminés dans tous les États-Unis.
En 1972, IBM lance le PLATO IV, un ordinateur équipé d'un dispositif optique de reconnaissance du toucher de l'écran en intégrant, autour d'un écran classique, un système de détection de présence d'un objet (un doigt plutôt qu'un stylet) grâce à des DEL infrarouges situées tout autour de l’écran. Ce système permet de séparer assez facilement jusqu’à douze zones sur un écran de 15 × 20 cm. Le PLATO IV, pour Programmed Logic for Automated Teaching Operations, est considéré comme le premier écran tactile commercialisé..